# Saison 2008-2009 de l'AEL Larissa
Maillots
La saison 2008-2009 de l'AEL Larissa débute le 30 août 2008. Elle se terminera le 26 avril 2009 avec la fin du championnat de Super League Ellada lors de la 30e journée. Cependant, une phase finale de championnat a lieu dite de « Play-off » avec 6 matches.

## Évènements
- L'AEL reprend la nouvelle saison avec une série de matches amicaux à Karpenísi. Ils permettent de tester les nouvelles recrues et surtout de fixer de nouvelles bases pour le nouvel entraîneur Marinos Ouzinidis.
- L'AEL ressort des tests à Karpenísi en rodage. Quelques défaites démontrent des réglages à faire par l'entraîneur. Les tests en Italie sont porteurs malgré un revers. La victoire 2-0 au Panthessaliko stadium dans une ambiance électrique, contre l'Olympiakos Volos dévoile une équipe solide qui se construit solidement autour de ses nouvelles recrues.
- L'AEL commence le championnat en prenant 4 points en deux journées. Cependant, la défaite à Alkazar contre Xanthi signe une période difficile pour le club. En effet, 9 points sont pris en 9 matches. Les matches nuls et les défaites s'enchainent. Les recrues de l'été ne sont pas dans les plans de l'entraineur. C'est avant la trêve hivernale que l'équipe reprend confiance après la défaite contre le PAOK sous une pluie batante.
- L'AEL enchaine de meilleurs matchs dans une confrontation plus qu'encourageante contre les leaders du championnat. Le match nul 1-1 ne reflète pas la réalité du match mais les matches suivants 8 points en 4 matches.
- Le match nul est arraché par le Panserraikos Serres 1-1 malgré une domination des Vissini. 2 points leur échappent à 1 minute de la fin du match. Ce match voit également la titularisation de l'international grec venu de Bolton : Giannakopoulos.
- L'AEL conforte sa position dans le rôle de prétendant aux plays-offs, elle écarte l'ARIS pour la cinquième place au classement. L'équipe Thessalienne enchaîne de bons résultats dans son antre, mais subit un revers lourd au Panathinaïkos (3-0). Zurawski devient le meilleur buteur du club et des buts décisifs dont un contre l'Olympiakos à l'avant dernière journée à l'OAKA.
- L'AEL remporte le match 1-0 à Levadeia et conserve sa place de 5e au championnat en devançant l'Aris Salonique qui avait su renverser le match contre Komotini 3-2. L'AEL garde une longueur d'avance et se qualifie ainsi pour la phase finale du championnat.
- La phase finale du championnat est difficile pour l'AEL qui perd ses trois matches contre les trois autres équipes: AEK (2-3), PAOK (0-2) et Panathinaïkos (1-3). L'AEL pourra que très difficilement contesté sa place envers ses adversaires.
- C'est logiquement que l'AEL termine dernier des Play-Off avec deux nuls et quatre défaites. L'AEL reste cependant qualifiée pour la Ligue Europa qui remplacera la saison prochaine l'actuelle coupe de l'UEFA et la coupe additionnelle Intertoto. L'AEL se hisse parmi les 5 meilleures équipes grecques après l'Olympiakos, le Panathinaïkos, l'AEK et le PAOK.

## Staff
- Marinos Ouzinidis (Μαρίνος Ουζουνίδης) est le nouvel entraîneur de l'AEL depuis la saison 2008-2009. Il remplace Giorgos Donis qui a su mener l'équipe de l'AEL de la Deuxième division à la qualification en coupe de l'UEFA en remportant la COupe de Grèce en 2007.

Marinos Ouzinidis a commencé le football en Thrace, à l'Ethnikos Alexandroupolis avant de signer professionnel à Skoda Xanthi. Il a pu ensuite regagné la capitale en venant jouer à l'AEK Athènes, lui permettant de remporter 7 titres soit 2 championnats et 3 coupes de Grèce.
Il a tenté l'expérience au Havre en 1997 avant de revenir jouer pour le Paniliakos.
Il prit la tête de l'équipe de l'APOEL Nicosie à Chypre en 2003 en tant qu'entraîneur.
- Georgios Karagiannis (Γιωργός Καραγιάννης) est l'entraîneur-adjoint de Marinos Ouzinidis. Il est né à Itéa (Nome de Grevena). Il a étudié les sciences sportives et Physiques à l'université de Thessalonique et a obtenu le diplôme national TEFAA. Ensuite, il a suivi un enseignement spécialisé au football à Cologne en Allemagne. Il poursuit une formation de master à l'université de Sarajevo en Bosnie.
- Christos Mourikis (Γρηγόρης Γεωργίτσας) est chargé de l'entraînement physique. Il est diplômé de sciences sportives et physiques. A été athlète (400m) et joueur à Messine (Péloponnèse). Il a été attaché à la préparation physique de clubs de football avec les équipes de Leonidiou, Olympiakos, APOEL Nicosie, APOP Kinyras, Panionios.
- Christos Maichaïl (Χρήστος Μιχαήλ) est l'entraîneur des gardiens de but depuis 5 ans. Il est un ancien joueur de l'AEL pour laquelle il a tissé de forts liens avec l'équipe « Vissini ». Il est l'ancien gardien de but de la grande équipe de Larissa qui a gagné en 1988 le titre de champion de Grèce. A joué 262 matches de haut niveau dans sa carrière.

## L'effectif de la saison

### Les transferts
| Date         | Nom                    | Nationalité   | Modalité                | Provenance/Destination | Division             |
| Arrivées     |                        |               |                         |                        |                      |
| -            | Petros Baïmakis        | Grèce         | Premier contrat (4 ans) | Espoirs Xalastras      | Δ' Ethiniki          |
| -            | Dino Seremet           | Slovénie      | Contrat (2 ans)         | GS Kallithea           | Beta Ethniki         |
| juin         | Christian Helmud Weber | Allemagne     | Contrat (2 ans)         | MSV Duisburg           | Bundesliga           |
| juin         | Mauricio Ferrari       | Argentine     | Contrat (1 an)          | Club Sportivo Ben Hur  | Deuxième division    |
| juillet      | Florin Cernat          | Roumanie      | Contrat ()              | HNK Hajduk Split       | Prva HNL D1 Croate   |
| -            | Athanasios Tsigas      | Grèce         | Contrat (3 ans)         | Atromitos FC           | Alpha Ethniki        |
| -            | Dimitrios Balis        | Grèce         | Contrat (3 ans)         | AS Rhodes              | Gamma Ethniki        |
| -            | Mbo Mpenza             | Belgique      | Transfert (2 ans)       | Anderlecht             | Première division    |
| -            | Naïm Arab              | Belgique      | Transfert ()            | NEC Nimègue            | Eredivisie           |
| -            | Nikolaos Vlasopoulos   | Grèce         | Premier contrat (5 an)  | Thyella Patras         | Gamma Ethniki        |
| août         | Nolberto Solano        | Pérou         | Transfert (2 an)        | West Ham United        | Premier League       |
| août         | Tomislav Vranjić       | Croatie       | Transfert (3 ans)       | Dinamo Zagreb          | T-com prva HNL       |
| août         | Laurent Robert         | France        | Transfert (2 ans)       | Toronto FC             | Major League Soccer  |
| août         | Anastasios Kyriakos    | Grèce         | Transfert (2 ans)       | PAE Asteras Tripolis   | Super League Ellada  |
| octobre      | Franck Guela           | Côte d'Ivoire | Transfert (1 1/2 ans)   | Dinamo Zagreb          | T-com prva HNL       |
| janvier 2009 | Saša Ilić              | Serbie        | Transfert (1/2 ans)     | Red Bull Salzbourg     | Championnat Autriche |
| janvier 2009 | Stelios Giannakopoulos | Grèce         | Transfert (1 1/2 ans)   | Hull City              | Premier League       |
| Départs      |                        |               |                         |                        |                      |
| -            | Stéfanos Kotsólis      | Grèce         | -                       | -                      | -                    |
| -            | Illias Makris          | Grèce         | -                       | -                      | -                    |
| -            | Marco Foerster         | Allemagne     | -                       | AE Paphos              | Première division    |
| -            | Anastasios Venetis     | Grèce         | -                       | OFI Crète              | SuperLeague          |
| -            | Dimitris Gikas         | Grèce         | -                       | -                      | -                    |
| -            | Panagiotis Barhomis    | Grèce         | -                       | -                      | -                    |
| -            | Christos Xaldzis       | Grèce         | -                       | -                      | -                    |
| -            | Ibrahima Bakayoko      | Côte d'Ivoire | -                       | PAOK Salonique         | SuperLeague          |
| -            | Jozef Kožlej           | Slovaquie     | -                       | Thrasyvoulos Fylis     | A'Ethniki            |
| -            | Cleyton                | Brésil        | -                       | Panathinaikos          | SuperLeague          |
| -            | Tümer Metin            | Turquie       | -                       | -                      | SuperLeague          |
| -            | Nolberto Solano        | Pérou         | -                       | -                      | Championnat du Pérou |

#### Gardiens de but
| N° | Nom              | Poste   | Naissance       | Nationalité sportive | Sélections             |
| 1  | Fotis Kipouros   | Gardien | 9 août 1975     | Grèce                | Équipe de Grèce jeunes |
| 16 | Petros Baïmakis  | Gardien | 16 janvier 1990 | Grèce                | Grèce moins de 16 ans  |
| 30 | Dino Seremet     | Gardien | 16 août 1980    | Slovénie             |                        |
| 12 | Tomislav Vranjić | Gardien | 30 octobre 1983 | Croatie              |                        |

#### Défenseurs
| N° | Nom                    | Poste          | Naissance         | Nationalité sportive | Sélections                     |
| 2  | Ilias Kotsios          | Arrière gauche | 25 avril 1977     | Grèce                |                                |
|    | Naïm Arab              | Arrière        | 7 février 1988    | Belgique             |                                |
| 3  | Stelios Venetidis      | Arrière gauche | 19 novembre 1976  | Grèce                | Équipe de Grèce de football    |
| 4  | Nikos Dabizas          | Arrière        | 3 août 1973       | Grèce                | Grèce Espoirs/Jeunes           |
| 20 | Christian Helmud Weber | Arrière        | 15 septembre 1983 | Allemagne            |                                |
| 45 | Mauricio Ferrari       | Arrière        | 3 février 1985    | Argentine            | Équipe d'Argentine de football |
| 31 | Michalis Boukovallas   | Défenseur      | 14 janvier 1988   | Grèce                | Équipe de Grèce jeunes         |
| 77 | Panagiotis Katsiaros   | Défenseur      | 8 mai 1978        | Grèce                |                                |

#### Milieux de terrain
| N° | Nom                  | Poste  | Naissance        | Nationalité sportive | Sélections                          |
| 5  | Ilias Kyriakidis     | Milieu | 5 août 1985      | Grèce                | Équipe de Grèce jeunes              |
| 8  | Nikolaos Vlasopoulos | Milieu | 30 mai 1988      | Grèce                |                                     |
| 17 | Marcelo Sarmiento    | Milieu | 3 novembre 1979  | Argentine            |                                     |
|    | Florin Cernat        | Milieu | 10 mars 1980     | Roumanie             | Équipe de Roumanie                  |
| 18 | Giórgos Fotákis      | Milieu | 29 octobre 1981  | Grèce                | Équipe de Grèce espoirs de football |
| 22 | Alexandros Vergonis  | Milieu | 1 décembre 1985  | Grèce                | Équipe de Grèce jeunes              |
| 12 | Dimitrios Balis      | Milieu | 27 février 1989  | Grèce                | Équipe de Grèce jeunes              |
| 42 | Walter Iglesias      | Milieu | 18 avril 1985    | Argentine            |                                     |
|    | Nolberto Solano      | Milieu | 12 décembre 1974 | Pérou                |                                     |
|    | Laurent Robert       | Milieu | 21 mai 1975      | France               |                                     |

#### Attaquants
| N° | Nom                  | Poste           | Naissance           | Nationalité sportive | Sélections               |
| 9  | Manuel Carlos        | Avant           | 15 juin 1985        | Argentine            | Argentine jeunes         |
| 9  | Mbo Mpenza           | Avant           | 4 décembre 1976     | Belgique             | International belge      |
| 71 | Athanasios Tsigas    | Avant           | 20 septembre 1982   | Grèce                |                          |
| 79 | Maciej Zurawski      | Avant           | 12 septembre 1979   | Pologne              | Équipe de Pologne jeunes |
| 88 | Kostas Banoussis     | Avant           | 23 janvier 1988     | Grèce                | -                        |
| 23 | Nektarios Alexandrou | Milieu offensif | 19 décembre 1983    | Chypre               | Équipe de Chypre         |
| 13 | Andreas Lambropoulos | Milieu offensif | 30 juillet 1988     | Grèce                | Grèce Espoirs            |
| 19 | Thanassis Maggos     | Milieu offensif | 16 mai 1990 (Grèce) | Grèce                | Grèce Juniors            |

## Les rencontres de la saison
| Match | Date            | Compétition                      | Tour           | Adversaire                   | Lieu                           | Score | Class. | Buteurs pour l'AEL                            | Affluence |  |
| ----- | --------------- | -------------------------------- | -------------- | ---------------------------- | ------------------------------ | ----- | ------ | --------------------------------------------- | --------- |  |
| 1     | 16 juillet      | Amical                           | Amical         | PAE Asteras Tripolis (A')    | À Alkazar                      | 0-4   | 0-4    |                                               | -         |  |
| 2     | 26 juillet      | Amical                           | Amical         | Thrasývoulos (A')            | À Karpenísi                    | 0-0   | 0-0    |                                               | 300 sp.   |  |
| 3     | 29 juillet      | Amical                           | Amical         | AS Rhodes (Γ')               | À Karpenísi                    | 1-1   | 1-1    | Ferari (4e)                                   |           |  |
| 4     | 30 juillet      | Amical                           | Amical         | Panetolikós FC (Γ')          | À Karpenísi                    | 2-2   | 2-2    | Fotakis (68e), Aarab (84e)                    |           |  |
| 5     | 5 août          | Amical                           | Amical         | Gaziantepspor                | À Alkazar Larissa              | 0-2   | 0-2    |                                               |           |  |
| 6     | 7 août          | Amical                           | Amical         | Palermo Calcio               | À Alkazar Larissa              | 0-1   | 0-1    |                                               |           |  |
| 7     | 9 août          | Amical                           | Amical         | Gênes                        | À Alkazar Larissa              | 2-0   | 2-0    |                                               |           |  |
| 7     | 9 août          | Amical                           | Amical         | Alessandria                  | À Alkazar Larissa              | 1-1   | 1-1    | Tsigas (43e)                                  | 2500      |  |
| 8     | 17 août         | Amical                           | Amical         | Ethnikos Olympiakos Volos FC | Au Panthessaliko Stadium Volos | 2-0   | 2-0    | Zurawski (14e), Solano (54e)                  | 800 sp.   |  |
| 9     | 20 août         | Amical                           | Amical         | Iraklis                      | À Iraklis Salonique            | 0-1   | 0-1    |                                               |           |  |
| 9     | 24 août         | Amical                           | Amical         | Kavala                       | À Alkazar                      | 0-1   | 0-1    |                                               |           |  |
| 10    | 30 août         | Championnat de Grèce de football | 1              | Thrasývoulos                 | Fylí                           | 3-0   | 1er    | Para Faqunto (10e, 33e), Solano (27e)         | 3080 sp   |  |
| 11    | 8 août          | Amical                           | Amical         | FC Brasov                    | Brasov                         | 0-1   | 0-1    |                                               |           |  |
| 12    | 14 septembre    | Championnat de Grèce de football | 2              | PAE Asteras Tripolis         | Stade Tripolis                 | 0-0   | 5e     |                                               | 2898 sp.  |  |
| 13    | 21 septembre    | Championnat de Grèce de football | 3              | Skoda Xanthi                 | Stade Skoda                    | 0-1   | 7e     |                                               | 2091 sp.  |  |
| 13    | 28 septembre    | Championnat de Grèce de football | 4              | Panserraikos FC              | Serres                         | 3-1   |        | Sarmiento (28e), Venetidis (83e), Para (87e)  | 2711 sp.  |  |
| 14    | 5 octobre       | Championnat de Grèce de football | 5              | OFI Crète                    | Heraklion                      | 4-3   |        | Para (24e), Tsigas (69e, 83e), Iglesias (94e) | 3039 sp.  |  |
| 15    | 19 octobre      | Championnat de Grèce de football | 6              | AEK Athènes                  | Nea Philadelphia               | 1-1   |        |                                               | 18254 sp. |  |
| 16    | 23/24 septembre | Coupe de Grèce                   | Quatrième Tour | Panetolikós FC               | Athènes                        | 2-0   | 2-0    | Para (77e, 80e)                               |           |  |
| 17    | 26 octobre      | Championnat de Grèce de football | 7              | Panthrakikos FC              | Komotini                       | 1-2   |        |                                               | 2725 sp.  |  |
| 18    | 2 novembre      | Championnat de Grèce de football | 8              | Aris FC                      | Xarilaou                       | 0-0   |        |                                               | 13517 sp. |  |
| 19    | 9 novembre      | Championnat de Grèce de football | 9              | PAE Ergotelis Héraklion      | Heraklion                      | 2-1   |        |                                               | 2119 sp.  |  |
| 20    | 16 novembre     | Championnat de Grèce de football | 10             | Panathinaïkos                | Alkazar                        | 1-1   |        |                                               | 5789 sp.  |  |
| 21    | 23 novembre     | Championnat de Grèce de football | 11             | PAOK Salonique               | PAOK                           | 1-0   |        |                                               | 15278 sp. |  |
| 22    | 23 novembre     | Championnat de Grèce de football | 12             | Iraklis Salonique            | Alkazar                        | 2-0   |        |                                               | 2472 sp.  |  |
| 23    | 7 décembre      | Championnat de Grèce de football | 13             | Panionios                    | Panionios                      | 1-1   |        |                                               | 2388 sp.  |  |
| 24    | 14 décembre     | Championnat de Grèce de football | 14             | Olympiakos                   | Alkazar                        | 1-1   |        |                                               | 5072 sp.  |  |
| 25    | 21 décembre     | Championnat de Grèce de football | 15             | APO Levadiakos               | Alkazar                        | 2-1   |        |                                               | 2304 sp.  |  |
| 26    | 3/4 janvier     | Coupe de Grèce                   | 5e Tour        | Panserraikos FC              | Serres                         | 0-1   | 0-1    |                                               |           |  |
| 27    | 4 janvier       | Championnat de Grèce de football | 16             | Thrasývoulos                 | Fylí                           | 0-0   |        |                                               | 673 sp.   |  |
| 28    | 11 janvier      | Championnat de Grèce de football | 17             | PAE Asteras Tripolis         | Alkazar                        | 2-1   | 6e     | Zurawski                                      | 2090 sp.  |  |
| 29    | 18 janvier      | Championnat de Grèce de football | 18             | Skoda Xanthi                 | Xanthi                         | 1-1   | 5e     | Iglesias (85e)                                | 2260 sp.  |  |
| 30    | 25 janvier      | Championnat de Grèce de football | 19             | Panserraikos FC              | Alkazar                        | 0-0   | 5e     | Zurawski (16e)                                | 2759 sp.  |  |
| 31    | 1er février     | Championnat de Grèce de football | 20             | OFI Crète                    | Heraklion                      | 2-1   | 5e     | Giannakopoulos (83e, 92e)                     | 1512 sp.  |  |
| 32    | 8 février       | Championnat de Grèce de football | 21             | AEK Athènes                  | Alkazar                        | 1-1   | 5e     | Fotakis (90e)                                 | 6148 sp.  |  |
| 34    | 15 février      | Championnat de Grèce de football | 22             | Panthrakikos FC              | Komotini                       | 0-1   | 5e     | Giannakopoulos (36e)                          | 3304 sp.  |  |
| 35    | 22 février      | Championnat de Grèce de football | 23             | Aris FC                      | Alkazar                        | 1-1   | 5e     | Zurawski (77e)                                | 4542 sp.  |  |
| 36    | 1er mars        | Championnat de Grèce de football | 24             | PAE Ergotelis Héraklion      | Alkazar                        | 3-2   | 5e     | Zurawski (15e), Fotakis (47e), Guela (54e)    | 4542sp.   |  |
| 37    | 8 mars          | Championnat de Grèce de football | 25             | Panathinaïkos                | Stade Olympique Athènes        | 0-3   | 5e     |                                               | 8194 sp.  |  |
| 38    | 15 mars         | Championnat de Grèce de football | 26             | PAOK Salonique               | Alkazar                        | 0-0   | 5e     |                                               | 4611 sp.  |  |
| 39    | 22 mars         | Championnat de Grèce de football | 27             | Iraklis Salonique            | Kavtazogleio                   | 2-0   | 5e     | Zurawski (53e), Metin (63e)                   | 3556 sp.  |  |
| 40    | 5 avril         | Championnat de Grèce de football | 28             | Panionios                    | Alkazar                        | 0-0   | 5e     |                                               | 4710 sp.  |  |
| 41    | 12 avril        | Championnat de Grèce de football | 29             | Olympiakos                   | OAKA Karaïskaki                | 1-0   | 5e     | Zurawski (54e)                                | 24820 sp. |  |
| 42    | 26 avril        | Championnat de Grèce de football | 30             | APO Levadiakos               | Levadia                        | 1-0   | 5e     | Metin (12e)                                   | 3485 sp.  |  |
| 43    | 10 mai          | Championnat de Grèce de football | 1 Play-Off     | AEK Athènes                  | Athènes                        | 2-3   | 4/4e   | Para Facundo (9e), Ilic (24e)                 | 8864 sp.  |  |
| 44    | 13 mai          | Championnat de Grèce de football | 2 Play-Off     | PAOK Salonique               | Alkazar                        | 0-2   | 4/4e   |                                               | 3485 sp.  |  |
| 45    | 17 mai          | Championnat de Grèce de football | 3 Play-Off     | Panathinaïkos                | Stade Olympique                | 1-3   | 4/4e   | Metin (54e)                                   | 9726 sp.  |  |
| 46    | 20 mai          | Championnat de Grèce de football | 4 Play-Off     | Panathinaïkos                | Alkazar                        | 0-1   | 4/4e   |                                               | 3286sp.   |  |
| 47    | 24 mai          | Championnat de Grèce de football | 5 Play-Off     | AEK Athènes                  | Alkazar                        | 0-0   | 4/4e   |                                               | 4328 sp.  |  |
| 48    | 31 mai          | Championnat de Grèce de football | 6 Play-Off     | PAOK Salonique               | Toumba                         | 0-1   | 4/4e   |                                               | 28703 sp. |  |

### Super League ELLADA / ΕΛΛΑΔΑ

#### Classement
| Rang | Équipe        | Pts | J  | G  | N  | P | Bp | Bc | Diff |
| ---- | ------------- | --- | -- | -- | -- | - | -- | -- | ---- |
| 1    | Olympiakos    | 71  | 30 | 22 | 5  | 3 | 50 | 14 | +36  |
| 2    | PAOK          | 63  | 30 | 18 | 9  | 3 | 39 | 16 | +23  |
| 3    | Panathinaïkos | 61  | 30 | 17 | 10 | 3 | 51 | 18 | +33  |
| 4    | AEK Athènes   | 55  | 30 | 14 | 13 | 3 | 40 | 24 | +16  |
| 5    | AEL Larissa   | 49  | 30 | 12 | 13 | 5 | 36 | 26 | +10  |

Source : Super League grecque
Règles de classement : 1. points ; 2. différence de buts ; 3. buts marqués ; 4. différence de buts particulière ; 5. classement du fair-play.

#### Résultats
| Total | Total | Total | Total | Total | Total | Total | Total | Domicile | Domicile | Domicile | Domicile | Domicile | Domicile | Extérieur | Extérieur | Extérieur | Extérieur | Extérieur | Extérieur |
| J     | G     | N     | P     | Bp    | Bc    | Diff  | Pts   | G        | N        | P        | Bp       | Bc       | Diff     | G         | N         | P         | Bp        | Bc        | Diff      |
| ----- | ----- | ----- | ----- | ----- | ----- | ----- | ----- | -------- | -------- | -------- | -------- | -------- | -------- | --------- | --------- | --------- | --------- | --------- | --------- |
| 30    | 12    | 13    | 5     | 36    | 26    | +10   | 49    | 6        | 7        | 2        | 22       | 15       | +7       | 6         | 6         | 3         | 14        | 11        | +3        |

Source : Championnat de Grèce de football

#### Résultats par journée
| Journée   | 01 | 02 | 03 | 04 | 05 | 06 | 07 | 08 | 09 | 10 | 11 | 12 | 13 | 14 | 15 | 16 | 17 | 18 | 19 | 20 | 21 | 22 | 23 | 24 | 25 | 26 | 27 | 28 | 29 | 30 |
| --------- | -- | -- | -- | -- | -- | -- | -- | -- | -- | -- | -- | -- | -- | -- | -- | -- | -- | -- | -- | -- | -- | -- | -- | -- | -- | -- | -- | -- | -- | -- |
| Terrain   | V  | N  | D  | V  | V  | N  | D  | N  | D  | N  | D  | V  | N  | N  | V  | V  | V  | N  | N  | V  | N  | V  | N  | V  | D  | N  | V  | N  | V  | V  |
| Résultats | V  | N  | D  | V  | V  | N  | D  | N  | D  | N  | D  | V  | N  | N  | V  | V  | V  | N  | N  | V  | N  | V  | N  | V  | D  | N  | V  | N  | V  | V  |

## Les périodes de l'AEL
Notes: V= victoire, N=Nul, D= Défaite
- 1re période: Une période de rodage avec 4 points pris en 3 matches
- 2e période: Période difficile de la 7e à la 11e journée
- 3e période: Invincibilité depuis la 11e journée.
- 4e période: Défaite la 25e journée ce qui arrête la période d'invincibilité.
- 5e période: La course aux points pour conserver la cinquième place synonyme de participation aux plays-offs.

## Coupe de Grèce
4e Tour
- 29 octobre 2008

Panetolikós FC - AEL Larissa 0:2
5e Tour
- 24 janvier 2009

Panserraiikos - AEL Larissa 1:0